# Gozmanyina majestus
Gozmanyina majestus är en kvalsterart som först beskrevs av Marshall och Robert Gatlin Reeves 1971.  Gozmanyina majestus ingår i släktet Gozmanyina och familjen Cosmochthoniidae. Inga underarter finns listade i Catalogue of Life.